# Freddie L. Poston

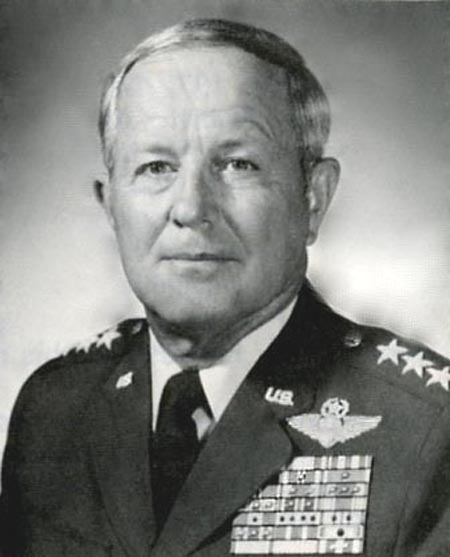
Freddie L. Poston

Freddie Lee Poston (* 16. September 1925 in Jacksonville, Florida; † 18. November 2016 in Pleasant View, Utah) war ein Generalleutnant der United States Air Force. Er war unter anderem Kommandeur der 13. Luftflotte.

## Leben
Im Jahr 1943 trat Freddie Poston den United States Army Air Forces bei, wo er in der Folge zum Offizier und zum Kampfpiloten ausgebildet wurde. Im März 1945 wurde er als Leutnant in das Offizierskorps der United States Army aufgenommen. Bis zum Oktober 1945 nahm er an weiteren Ausbildungslehrgängen teil. Dann schied er vorübergehend aus dem aktiven Militärdienst aus. Im Oktober 1950 wurde er von der inzwischen als eigenständige Waffengattung gegründeten Luftwaffe reaktiviert. In der Folge durchlief er alle Offiziersgrade bis zum Drei-Sterne-General.
Im Lauf seiner militärischen Karriere absolvierte er verschiedene Kurse und Schulungen. Dazu gehörten unter anderem Fortbildungskurse als Kampfpilot, auch für neue Flugzeugtypen, das Air Command and Staff College auf der Maxwell Air Force Base in Alabama und das National War College in Fort Lesley J. McNair in Washington, D.C.
Ab März 1951 bis zum Jahr 1952 war Freddie Poston als Kampfpilot im Koreakrieg eingesetzt. Nach zwischenzeitlich anderen Verwendungen wurde er im August 1958 nach Wiesbaden in Deutschland versetzt, wo er dem Stab des dort ansässigen Hauptquartiers der United States Air Forces in Europe angehörte. Danach wurde er zum Stab der 17. Luftwaffe (Seventeenth Air Force) versetzt, die auf der Ramstein Air Base stationiert war. Im September 1961 kehrte er in die Vereinigten Staaten zurück, wo er in der Folge sein Studium am Air Command and Staff College absolvierte. Daran schloss sich eine Versetzung zur Langley Air Force Base in Virginia an. Dort gehörte er der Stabsabteilung für Operationen des Tactical Air Command an.
Im Juli 1965 erhielt Freddie Poston auf der Homestead Air Force Base in Florida das Kommando über die 309. Taktische Kampfstaffel (309th Tactical Fighter Squadron). Zwischen Dezember 1966 und Dezember 1967 war er mit dieser Einheit im Vietnamkrieg eingesetzt und flog 225 Kampfeinsätze. Nach seiner Heimkehr gehörte er dem Stab des Hauptquartiers der Luftwaffe an. Dort leitete er die für Waffensysteme zuständige Unterabteilung (chief of the Weapons Systems Branch).
Zwischen August 1969 und Juli 1970 studierte Poston am National War College. Daran schloss sich eine Versetzung zur Luke Air Force Base in Arizona an. Dort leitete er die Stabsabteilung für Operationen des 58. Taktischen Kampfgeschwaders (58th Tactical Fighter Wing). Im Februar 1971 übernahm er auf der Nellis Air Force Base in Nevada das Kommando über das 57. Kampfgeschwader (57th Tactical Fighter Weapons Wing). Im Juni 1972 wurde er auf die MacDill Air Force Base in Florida versetzt. Dort gehörte er der Abteilung für Operationen des U.S. Strike Command an.
Im September 1974 wurde er zur Hickham Air Force Base in Hawaii beordert. Dort übernahm er die Leitung der Stabsabteilung für Planungen und Operationen im Hauptquartier der Pacific Air Forces. Dieses Amt hatte er bis zum Oktober 1976 inne. Er war unter anderem für Operationen der Luftwaffe im pazifischen Bereich zuständig, wozu auch die Rückführung von Einheiten nach dem Ende des Vietnamkriegs gehörte.
Am 8. Oktober 1976 übernahm Freddie Poston auf der Clark Air Base auf den Philippinen als Nachfolger von Leroy J. Manor das Kommando über die 13. Luftflotte (Thirteenth Air Force). Dieses Amt bekleidete er bis zum 9. April 1979, als James R. Hildreth seine Nachfolge antrat. Seiner Luftflotte unterstanden die amerikanischen Luftstreitkräfte auf den Philippinen, in Thailand und Taiwan.
Sein letzter militärischer Auftrag führte Poston zum Camp H. M. Smith auf Hawaii. Dort wurde er im Mai 1979 Stabschef des United States Pacific Command. Dieses Amt bekleidete er bis zu seiner Pensionierung im Jahr 1981.
Freddie Poston starb am 18. November 2016 und wurde auf dem Ben Lomond Cemetery in North Ogden im Bundesstaat Utah beigesetzt.

## Orden und Auszeichnungen
Freddie Poston erhielt im Lauf seiner militärischen Laufbahn unter anderem folgende Auszeichnungen:
- Air Force Distinguished Service Medal
- Silver Star
- Legion of Merit
- Bronze Star Medal
- Distinguished Flying Cross
- Air Medal
- Air Force Commendation Medal